# Вишневе (Ізмаїльський район)
Вишне́ве — село Саф'янівської сільської громади в Ізмаїльському районі Одеської області України. Населення становить 2046 осіб. Село засноване 1813 р. українцями.

## Історія
У 1945 р. село отримало нову назву — Першотравневе, до того воно називалося Гасан-Аспага.
12 червня 2020 року, відповідно до Розпорядження Кабінету Міністрів України від № 724-р «Про визначення адміністративних центрів та затвердження територій територіальних громад Одеської області», увійшло до складу Саф'янівської сільської територіальної громади.
19 липня 2020 року, в результаті адміністративно-територіальної реформи і ліквідації Ізмаїльського (1940  – 2020) району, село увійшло до складу новоутвореного Ізмаїльського району.
19 вересня 2024 року Верховна Рада підтримала перейменування села Першотравневе на Вишневе. 26 вересня 2024 року перейменування набуло чинності.

## Населення
Перепис 1930 р. виявив, що з 2565 жителів села були 1593 українці (62.11 %), 957 румун (37.31 %) 8 циган, шестеро болгар і один грек.
Станом на 1 січня 1940 року з 3036 жителів 1528 були румунами (50.33 %), 1487 — росіянами (48.98 %), 10 болгар, грек і семеро євреїв.
Згідно з переписом 1989 року населення села становило 2101 особа, з яких 994 чоловіки та 1107 жінок.
За переписом населення 2001 року в селі мешкало 2020 осіб.

### Мова
Розподіл населення за рідною мовою за даними перепису 2001 року:
| Мова       | Відсоток |
| ---------- | -------- |
| українська | 90,27 %  |
| російська  | 3,27 %   |
| румунська  | 2,59 %   |
| болгарська | 2,15 %   |
| вірменська | 1,12 %   |
| гагаузька  | 0,24 %   |
| білоруська | 0,05 %   |

## Уродженці
- Черниченко Євдокія Онуфріївна (1921 — ? після 1966) — працівниця сільського господарства, Герой Соціалістичної Праці.